# Oljekrisen
Oljekrisen var två oljekriser på 1970-talet. Världsekonomin skakades om när oljepriset sköt i höjden samtidigt som västvärldens oljeberoende ökade. Den första var Oljekrisen 1973 eller OPEC 1 i samband med den arabisk-israeliska kris 1973–74 som kulminerade i oktoberkriget. Den andra var Oljekrisen 1979 eller OPEC 2 i samband med revolutionen i Iran 1978–80.

## Följder
USA, Västeuropa och Japan drabbades hårt som en följd av sitt oljeberoende. I flertalet länder infördes tillfälligtvis en rad åtgärder för att minska konsumtionen, de flesta av dessa åtgärder togs bort när oljetillgången återgick till det normala. Ett undantag är Danmark som sedan år 1976 aktivt arbetat med att minska sitt oljeberoende. I Danmark infördes en hög skatt på bilar, subventioner på energisnål teknik, utbyggnad av vindkraft och återvinning av spillvärme. Danmark har sedan dessa åtgärder infördes inte ökat sin konsumtion av olja trots ökad befolkning och produktion.
Länder som har valt att införa liknande åtgärder är bland annat Sverige som senast år 2020 förväntas ha brutit sitt oljeberoende (se kommissionen för detta).